# Mitropa Kupa (sakk)
A Mitropa Kupa évente megrendezett sakkcsapatverseny közép-európai országok válogatottjai számára. Először 1976-ban rendezték meg, eleinte csak a férficsapatok számára, 2002 óta a nők számára is megrendezik.

## Története
A verseny kezdeményezője az osztrák Gertrude Wagner nemzetközi versenybíró, férje, Karl Wagner, valamint az Osztrák Sakkszövetség elnöke, Kurt Jungwirth volt. Elképzeléseik szerint a labdarúgásban nagy népszerűségnek örvendő Mitropa Kupa mintájára hoznának létre a közép-európai országok sakkozói számára egy versenyt.
Az első versenyt 1976-ban Innsbruckban rendezték, amelyen hat ország: Ausztria, Jugoszlávia, Luxemburg, a Német Szövetségi Köztársaság, Olaszország és Svájc vett részt. Luxemburg 1990 óta nem indult el, helyére abban az évben Magyarország lépett, majd 1991-ben Csehszlovákia is csatlakozott a versenyhez. 1993-ban és 1995-ben Hollandia vendégként indult.
Az 1990-es években bekövetkezett politikai változásokat követően a verseny állandó résztvevői: Ausztria, Csehország, Franciaország, Horvátország, Magyarország, Németország, Olaszország, Svájc, Szlovákia és Szlovénia.
A nők számára 2002-ben rendezték meg először a versenyt, akkor külön helyszínen. 2005 óta a nyílt versennyel egy időben és azonos helyszínen zajlanak a női mérkőzések is.

## A lebonyolítás módja
A nyílt versenyen négyfős, a nők versenyén kétfős csapatok mérkőznek egymással. Az első versenyt kieséses rendszerben rendezték, azóta körmérkőzéses formában zajlik. 2008-ig a táblapontszámok alapján hirdettek eredményt, azóta a csapatok által szerzett pontokat (győzelem 2 pont, döntetlen 1 pont) veszik alapul a végeredmény eldöntéséhez. A táblán szerzett pontszámoknak a holtversenyek eldöntésénél van jelentőségük.

### Nyílt verseny
| Év   | Helység               | Ország        | Rv. sz. | Arany         | Ezüst         | Bronz         | Magyar helyezés         |
| ---- | --------------------- | ------------- | ------- | ------------- | ------------- | ------------- | ----------------------- |
| 1976 | Innsbruck             | Ausztria      | 8       | NSZK          | Svájc         | Jugoszlávia 2 | –                       |
| 1977 | Bad Kohlgrub          | NSZK          | 6       | Ausztria      | Svájc         | Franciaország | –                       |
| 1978 | Barga                 | Olaszország   | 7       | Jugoszlávia   | Olaszország   | NSZK          | –                       |
| 1979 | Bern                  | Svájc         | 7       | Jugoszlávia   | Svájc         | NSZK          | –                       |
| 1980 | Rovinj                | Jugoszlávia   | 7       | NSZK          | Jugoszlávia   | Franciaország | –                       |
| 1981 | Luxembourg            | Luxemburg     | 7       | Jugoszlávia   | Olaszország   | Svájc         | –                       |
| 1982 | Bourgoin-Jallieu      | Franciaország | 7       | Franciaország | Jugoszlávia   | Ausztria      | –                       |
| 1983 | Linz                  | Ausztria      | 7       | Jugoszlávia   | NSZK          | Svájc         | –                       |
| 1984 | Bad Lauterberg        | NSZK          | 7       | NSZK          | Jugoszlávia   | Ausztria      | –                       |
| 1985 | Aranđelovac           | Jugoszlávia   | 7       | Jugoszlávia   | Svájc         | Ausztria      | –                       |
| 1987 | Mürren                | Svájc         | 6       | NSZK          | Franciaország | Jugoszlávia   | –                       |
| 1988 | Aosta                 | Olaszország   | 7       | Jugoszlávia   | NSZK          | Svájc         | –                       |
| 1990 | Leibnitz              | Ausztria      | 7       | NSZK          | Magyarország  | Olaszország   | 2. hely                 |
| 1991 | Brno                  | Csehszlovákia | 7       | Jugoszlávia   | Csehszlovákia | Németország   | 4. hely                 |
| 1993 | Bad Wörishofen        | Németország   | 8       | Magyarország  | Németország   | Svájc         | 1. hely                 |
| 1995 | Bükfürdö              | Magyarország  | 10      | Magyarország  | Hollandia     | Szlovénia     | 1. hely                 |
| 1997 | Montecatini Terme     | Olaszország   | 10      | Szlovénia     | Horvátország  | Magyarország  | 3. hely                 |
| 1998 | Portorož              | Szlovénia     | 10      | Horvátország  | Csehország    | Szlovénia     | 9. hely (női csapattal) |
| 1999 | Baden                 | Svájc         | 10      | Magyarország  | Svájc         | Horvátország  | 1. hely                 |
| 2000 | Charleville-Mézières  | Franciaország | 10      | Franciaország | Magyarország  | Horvátország  | 2. hely                 |
| 2002 | Németország           | Németország   | 10      | Szlovénia     | Németország   | Magyarország  | 3. hely                 |
| 2003 | Pula                  | Horvátország  | 10      | Németország   | Csehország    | Szlovénia     | 5. hely                 |
| 2004 | Széles-tó             | Szlovákia     | 10      | Horvátország  | Szlovákia     | Szlovénia     | 5. hely                 |
| 2005 | Steinbrunn            | Ausztria      | 10      | Szlovénia     | Horvátország  | Szlovákia     | 5. hely                 |
| 2006 | Brno                  | Csehország    | 10      | Magyarország  | Csehország    | Horvátország  | 1. hely                 |
| 2007 | Szeged                | Magyarország  | 10      | Franciaország | Olaszország   | Németország   | 7. hely                 |
| 2008 | Olbia                 | Olaszország   | 10      | Horvátország  | Magyarország  | Csehország    | 2. hely                 |
| 2009 | Rogaška Slatina       | Szlovénia     | 10      | Horvátország  | Olaszország   | Magyarország  | 3. hely                 |
| 2010 | Chur                  | Svájc         | 10      | Olaszország   | Magyarország  | Svájc         | 2. hely                 |
| 2011 | Merlimont             | Franciaország | 10      | Németország   | Olaszország   | Ausztria      | 4. hely                 |
| 2012 | Šibenik               | Horvátország  | 10      | Magyarország  | Szlovénia     | Horvátország  | 1. hely                 |
| 2013 | Meissen               | Németország   | 10      | Horvátország  | Németország   | Csehország    | 5. hely                 |
| 2014 | Ružomberok            | Szlovákia     | 10      | Magyarország  | Németország   | Szlovákia     | 1. hely                 |
| 2015 | Mayrhofen             | Ausztria      | 10      | Ausztria      | Szlovákia     | Németország   | 10. hely                |
| 2016 | Prága                 | Csehország    | 10      | Csehország    | Németország   | Olaszország   | 7. hely                 |
| 2017 | Balatonszárszó        | Magyarország  | 10      | Horvátország  | Csehország    | Franciaország | 4. hely                 |
| 2018 | Isola di Capo Rizzuto | Olaszország   | 10      | Olaszország   | Magyarország  | Németország   | 2. hely                 |
| 2019 | Radenci               | Szlovénia     | 10      | Magyarország  | Csehország    | Ausztria      | 1. hely                 |

### Női verseny
| Év   | Helység               | Ország        | Rv. sz. | Arany        | Ezüst           | Bronz        | Magyar hely. |
| 2002 | Saint-Vincent         | Olaszország   | 9       | Szlovénia    | Franciaország A | Németország  | –            |
| 2005 | Steinbrunn            | Ausztria      | 10      | Szlovénia    | Csehország      | Szlovákia    | –            |
| 2006 | Brno                  | Csehország    | 10      | Szlovénia    | Németország     | Horvátország | –            |
| 2007 | Szeged                | Magyarország  | 10      | Magyarország | Szlovénia       | Szlovákia    | 1. hely      |
| 2008 | Olbia                 | Olaszország   | 6       | Olaszország  | Németország     | Magyarország | 3. hely      |
| 2009 | Rogaška Slatina       | Szlovénia     | 8       | Szlovénia    | Szlovénia 2     | Olaszország  | 4. hely      |
| 2010 | Chur                  | Svájc         | 10      | Olaszország  | Szlovénia       | Magyarország | 3. hely      |
| 2011 | Merlimont             | Franciaország | 6       | Olaszország  | Németország     | Magyarország | 3. hely      |
| 2012 | Šibenik               | Horvátország  | 8       | Németország  | Szlovénia       | Olaszország  | 4. hely      |
| 2013 | Meissen               | Németország   | 10      | Szlovákia    | Németország     | Olaszország  | 9. hely      |
| 2014 | Ružomberok            | Szlovákia     | 10      | Olaszország  | Németország     | Ausztria     | 4. hely      |
| 2015 | Mayrhofen             | Ausztria      | 10      | Magyarország | Olaszország     | Szlovákia    | 1. hely      |
| 2016 | Prága                 | Csehország    | 10      | Németország  | Olaszország     | Magyarország | 3. hely      |
| 2017 | Balatonszárszó        | Magyarország  | 10      | Magyarország | Franciaország   | Horvátország | 1. hely      |
| 2018 | Isola di Capo Rizzuto | Olaszország   | 8       | Németország  | Ausztria        | Olaszország  | –            |
| 2019 | Radenci               | Szlovénia     | 9       | Horvátország | Franciaország   | Magyarország | 3. hely      |

## Éremtáblázat

### Nyílt verseny
| Hely. | Ország        | Arany | Ezüst | Bronz |
| ----- | ------------- | ----- | ----- | ----- |
| 01    | Németország   | 7     | 7     | 6     |
| 02    | Magyarország  | 7     | 5     | 3     |
| 03    | Jugoszlávia   | 7     | 3     | 2     |
| 04    | Horvátország  | 6     | 2     | 4     |
| 05    | Szlovénia     | 3     | 1     | 4     |
| 06    | Franciaország | 3     | 1     | 3     |
| 07    | Olaszország   | 2     | 5     | 2     |
| 08    | Ausztria      | 2     |       | 5     |
| 09    | Csehország    | 1     | 3     | 2     |
| 10    | Svájc         |       | 5     | 5     |
| 11    | Szlovákia     |       | 2     | 2     |
| 12    | Csehország    |       | 2     |       |
| 13    | Csehszlovákia |       | 1     |       |
| 13    | Hollandia     |       | 1     |       |

### Nők
| Hely | Ország        | Arany | Ezüst | Bronz |
| ---- | ------------- | ----- | ----- | ----- |
| 1    | Szlovénia     | 4     | 4     |       |
| 2    | Olaszország   | 4     | 2     | 4     |
| 3    | Németország   | 3     | 5     | 1     |
| 4    | Magyarország  | 3     |       | 5     |
| 5    | Szlovákia     | 1     |       | 3     |
| 6    | Horvátország  | 1     |       | 2     |
| 7    | Franciaország |       | 3     |       |
| 8    | Ausztria      |       | 1     | 1     |
| 9    | Csehország    |       | 1     |       |